# Albert Lynch

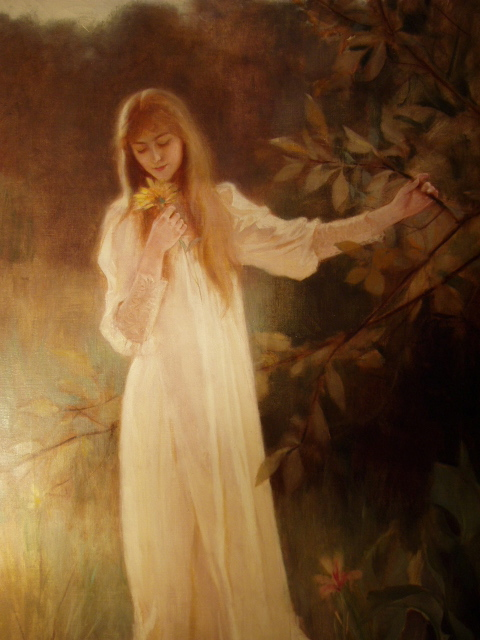
Młoda kobieta z kwiatem, 1912

Albert Lynch (ur. 26 września 1860 w Gleisweiler, zm. 1950 w Monako) – niemiecko-peruwiański malarz portrecista.
Studiował w paryskiej École des Beaux-Arts w pracowniach Gabriela Ferriera i Henri Lehmanna. Od 1890 z powodzeniem wystawiał w Salonie, był dwukrotnie nagradzany medalami. Na Wystawie Światowej otrzymał złoty medal, a w 1901 został wyróżniony Legią Honorową.
Lynch malował głównie portrety pięknych i dystyngowanych kobiet. Posługiwał się akwarelą, pastelami i gwaszem. Wyjątkowo tworzył w technice olejnej. Jego prace były utrzymane w duchu belle époque. Wykonał również ilustracje do dwóch książek, Damy kameliowej Aleksandra Dumasa syna i Paryżanki Henry Becque`a.

## Galeria, portrety

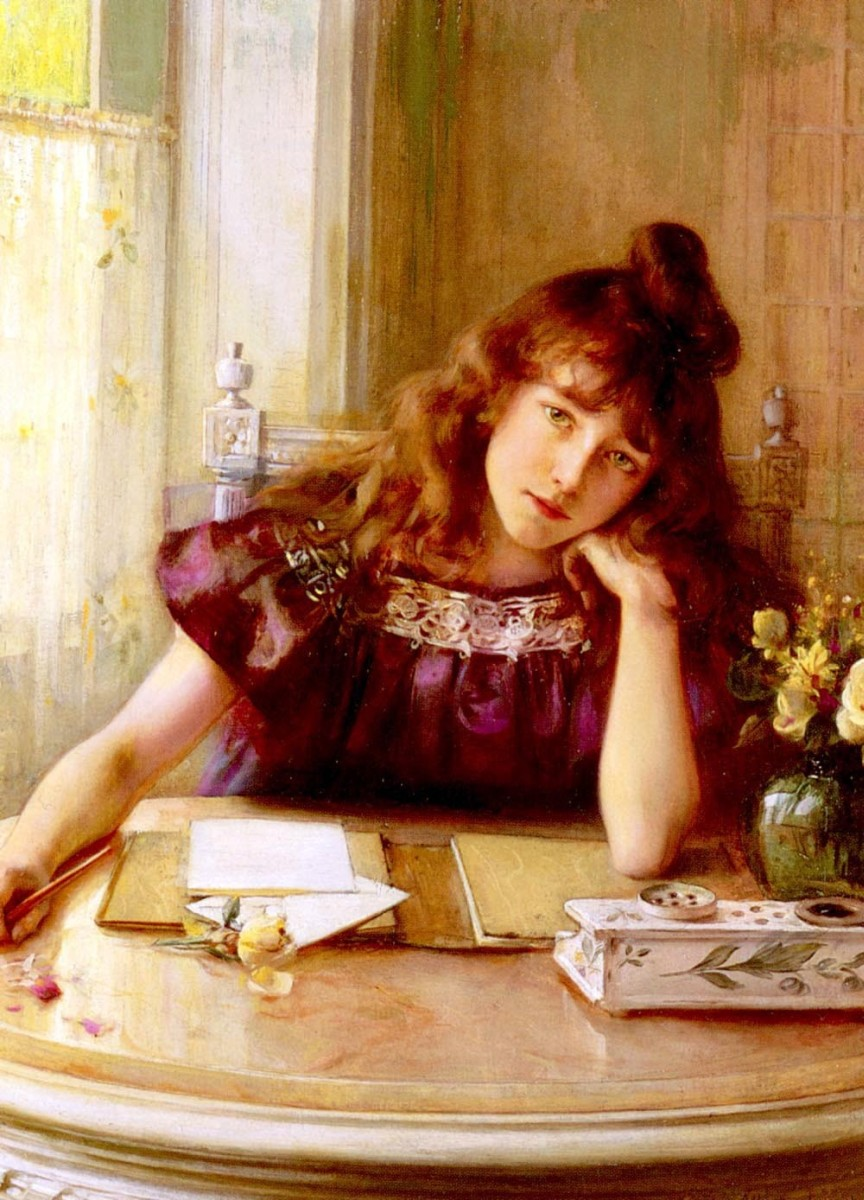
La lettre
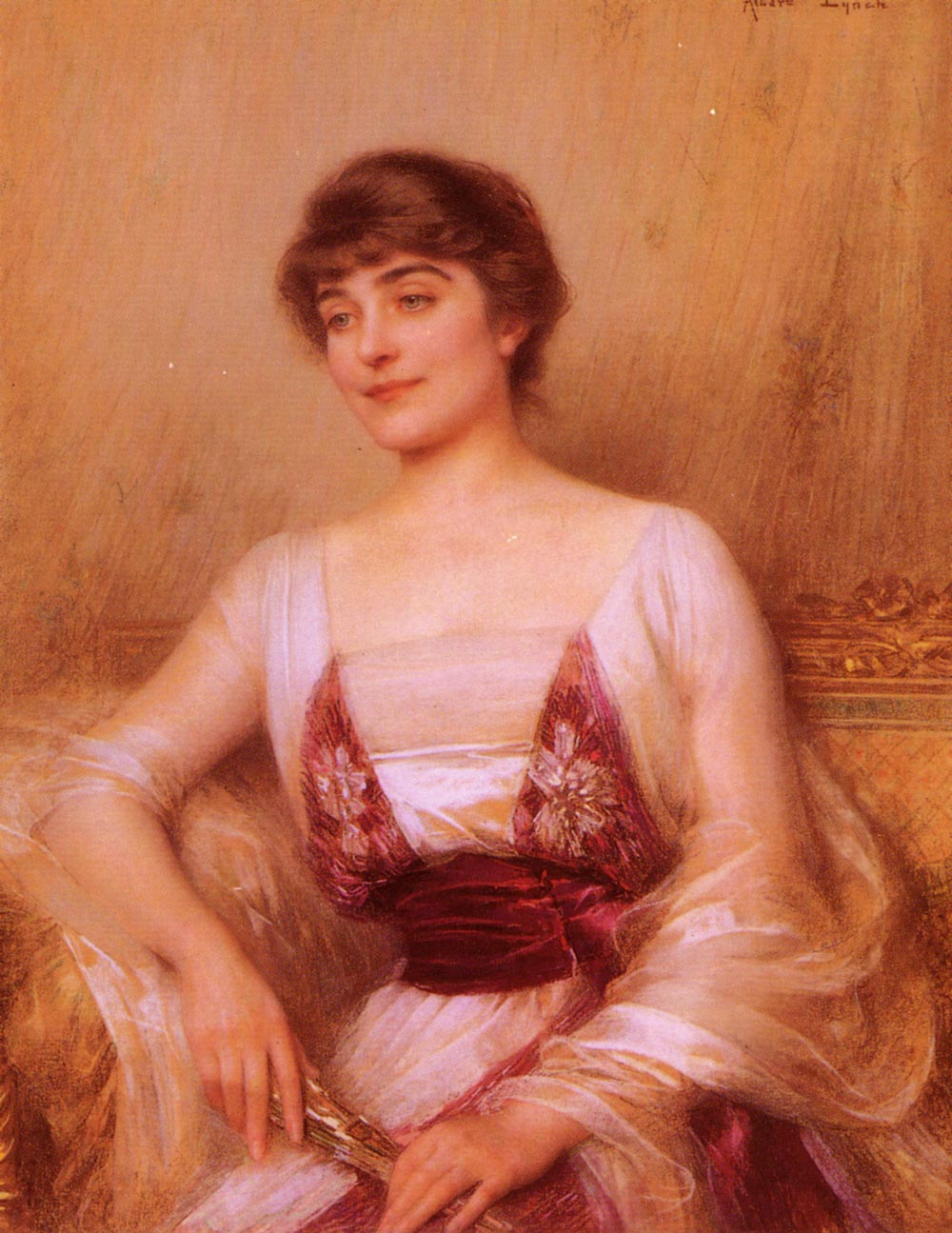
Dame à l'éventail
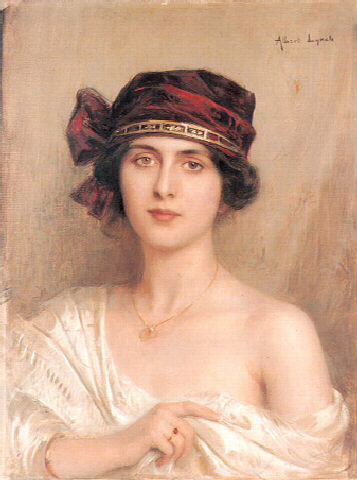
Portrait d'une jeune femme
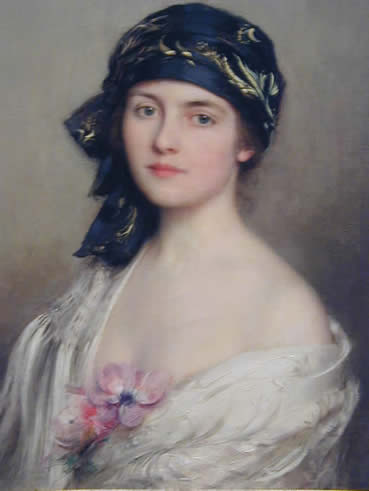
Femme au turban noir